# Шакутин, Александр Васильевич
Александр Васильевич Шаку́тин (бел. Аляксандр Васільевіч Шакуцін; род. 12 января 1959, дер. Большое Бабино, Оршанский район, Витебская область, БССР) — белорусский бизнесмен и государственный деятель. Основные активы находятся в сфере коммунального, строительного, дорожного и лесозаготовительного машиностроения (председатель совета директоров холдинга «Амкодор» и владелец контрольного пакета акций, владелец холдинга «Салео»), в торговле нефтепродуктами (ООО «Интерсервис», «Эксимойл»), цветами («Логекс») и других сферах. В независимых СМИ часто характеризуется как бизнесмен, приближённый к президенту Республики Беларусь Александру Лукашенко. Начиная с 2020 года, Шакутин попал под санкции стран Европейского Союза и других государств.

## Биография
Трудовую деятельность начал трактористом колхоза «Родина» Оршанского района в 1976 году.
В 1978 году стал студентом Минского государственного медицинского института (в настоящее время — Белорусский государственный медицинский университет), был заместителем секретаря комитета комсомола института. Работал заведующим сектором ЦК ЛКСМБ (белорусского комсомола), был главным врачом республиканского студенческого строительного отряда. По данным газеты «Наша Ніва», в армии не служил. Обстоятельства прихода в бизнес неизвестны.
Проходил интернатуру в 4-й Минской городской клинической больнице. После окончания клинической ординатуры Минского государственного медицинского института по специальности «хирургия» работал заведующим 1-м хирургическим отделением 10-й Минской городской клинической больницы, главным врачом медсанчасти Минского ордена Ленина и ордена Октябрьской Революции тракторного завода (в 1994 г. медсанчасть переименована в Медцентр МТЗ), директором Медцентра МТЗ.
Его первой компанией называется «Проммединвест» (занималась торговлей товарами народного потребления (по другой информации, Шакутин торговал медтехникой), затем — машиностроительной продукцией). Был президентом Международной медицинской ассоциации «Здоровье и красота» (1997—1998 гг.), президентом научно-производственного объединения «Проммединвест» (1998—2000 гг.), генеральным директором ЗАО «Проммединвест» (2000—2005 гг.), заместителем генерального директора по вопросам перспективного развития ЗАО «Проммединвест» (2005—2017 гг.), — в 2011 году ЗАО «Проммединвест» переименовано в ЗАО «ПМИ ГРУПП», в 2013 году ЗАО «ПМИ ГРУПП» реорганизовано путем выделения из него ООО «ПМИ инжиниринг»).
Первыми партнёрами Шакутина по бизнесу называются заместитель гендиректора МТЗ по внешнеэкономическим вопросам Игорь Субботин и коллега по комсомолу Ярослав Буяльский. В 2001—2002 годах «Проммединвест» и группа бизнесменов непальского происхождения (Упендра Махато и другие) выкупила бывший завод жилищно-коммунального и дорожно-строительного машиностроения «Ударник» и все связанные с ним активы, включая специальное конструкторское бюро. В основном покупались многочисленные акции, находившиеся в собственности работников завода и других физических лиц. В начале 2010-х годов к «Амкодору» с согласия Александра Лукашенко присоединили несколько государственных предприятий за низкую цену (Минский приборостроительный завод «БелВАР», дзержинский «Агромаш» и логойский «Эпос» были проданы за 1,5 млн долларов). В 2017—2018 годах «Амкодор» получил возможность взять у Китая кредит под 2 % годовых под гарантии Совета Министров Республики Беларусь для строительства нового крупного завода в Минском районе, но после начала строительства отказался от планов, и договор о кредите был расторгнут.
В начале 2010-х годов Шакутин начинает участвовать в торговле нефтепродуктами, один из его бизнес-партнёров в этой сфере — Николай Воробей. В 2016 году Шакутин заявил, что дружит с Воробьём около 20 лет. В 2014 году принадлежавшая им совместно компания по торговле нефтепродуктами ООО «Интерсервис» купила белорусский «Абсолютбанк». В 2013 году «Амкодор» произвёл дополнительную эмиссию акций на 77 млн долларов, которые купил Воробей. Впоследствии сообщалось о разделе ими компании: Воробью отходила торговля нефтепродуктами («Нефтебитумный завод» в Червенском районе Минской области) и банк, Шакутину — машиностроение («Амкодор»). До раздела активов Шакутину принадлежало 50 % акций ООО «Интерсервис». Помимо «Интерсервиса», Шакутин имеет другие активы в сфере торговли нефтепродуктами: компания «Эксимойл», 51 % которой принадлежал компании «Спамаш», называлась в числе возможных участников «серого» экспорта нефтепродуктов. Предполагается, что с Шакутиным связан крупный торговец нефтепродуктами и сигаретами Алексей Олексин, который ранее работал с конкурентом Шакутина Юрием Чижом.
Доля акций «Амкодора» во владении Шакутина достоверно неизвестна, но он считается основным владельцем всего холдинга. Ранее, с 2001 до 2017—2019 годов, Шакутин владел вторым по величине пакетом акций, но управлял компанией по соглашению с непальскими бизнесменами. Шакутину также принадлежат многопрофильные компании «Спамаш» и «ПМИ-групп», многофункциональный центр Shanter Hill в Минске и другие активы.
В 2011 году Шакутин купил Дзержинский мотороремонтный завод, который стал центром холдинга «Салео» по производству гидравлических изделий. Впоследствии Шакутин купил кобринское ОАО «Гидромаш» («Салео-Кобрин») и гомельский завод «Гидропривод» («Салео-Гомель»). В августе 2020 года холдинг «Салео» подал заявление о банкротстве с целью финансового оздоровления. Название холдингу «Салео» дала песня Алёны Ланской на Евровидении, которую спонсировал Шакутин (см. ниже).
Александр Шакутин и его сын называются совладельцами компании «Логекс», которая занимается экспортом и реэкспортом цветов в Россию, в том числе с использованием серых схем ухода от налогов.
В феврале 2024 года Nikkei Asia при поддержке объединения «Белпол» опубликовала материал о закупке японских и тайваньских деталей для российских танков, которые осуществляет через компанию в Китае близкий к Лукашенко бизнесмен. По утверждению «Белпола», этим бизнесменом является Александр Шакутин.

## Общественно-политическая деятельность
В 2008 году был избран Минским городским советом депутатов в Совет Республики Национального Собрания Республики Беларусь. В 2012 году был избран в Совет Республики повторно. Является членом Совета по развитию предпринимательства.
По информации издания «Ежедневник», Шакутин награждён медалью «За трудовые заслуги», благодарностью президента Республики Беларусь и почётной грамотой Национального собрания Республики Беларусь. Является членом совета старейшин Республиканского штаба студенческих отрядов ЦК БРСМ.
Шакутин участвует в развити белорусского тенниса, являясь членом правления Местного благотворительного фонда развития тенниса в Республике Беларусь. В 2012 году стал главой Белорусской федерации тенниса вместо попавшего под санкции Евросоюза Владимира Пефтиева.
В 2013 году являлся одним из спонсоров Алёны Ланской, представлявшей Республику Беларусь на конкурсе «Евровидение».
Является почётным консулом Бангладеш в Республике Беларусь.

## Международные санкции
17 декабря 2020 года Совет Европейского Союза расширил список лиц и организаций, попавших под санкции в связи с нарушениями прав человека в Беларуси в том числе за счёт Шакутина. Санкции предусматривали запрет на въезд в Евросоюз и заморозку активов. При обосновании введения санкций отмечалось, что Шакутин получает выгоду от поддержки режима Лукашенко в результате приватизации государственной собственности, а также является членом организации «Белая Русь», поддерживающей Лукашенко. Также Шакутина в свои санкционные списки включили Великобритания, Швейцария. 26 января 2021 года к декабрьскому пакету санкций ЕС присоединились Албания, Исландия, Лихтенштейн, Норвегия, Северная Македония, Черногория.
21 июня 2021 года в санкционный список ЕС внесли компанию «Логекс», предположительно связанную с Шакутиным.
После вторжения России в Украину в 2022 году Шакутин и «Амкодор» попали под санкции Канады как «соратник режима Лукашенко» и Украины.
В декабре 2023 года Шакутин и «Амкодор» были добавлены в санкционный список США.

### Реакция на санкции
В январе 2023 года Беларусский расследовательский центр заявил, что согласно его расследованию, компания Шакутина по-прежнему занимается бизнесом в Германии даже после его попадания под санкции Европейского союза. Осенью 2023 года БРЦ выпустил два новых расследования, посвящённых предполагаемому обходу западных санкций компаниями Шакутина.
В июне 2023 года Европейский суд отклонил иск Шакутина об отмене санкций против него.

## Семья
Брат — Сергей Шакутин, бизнес-партнёр Александра, совладелец с братом крупной аптечной сети, в 2019 году приговорён к полутора годам исправительной колонии за дачу взятки по делу о коррупции в системе здравоохранения. Был отпущен на свободу в зале суда ввиду того, что срок нахождения в заключении был зачтен как срок наказания. По материалам Беларусского расследовательского центра, вышедшим в декабре 2024 года, компании Сергея Шакутина поставляли некоторые медицинские препараты государственной сети оптом по стоимости выше розничной.
Женат, двое детей. Сын Александр участвует в бизнесе отца. Дочь Мария погибла в середине 2000-х годов, в её честь Шакутин назвал продюсерский центр «Спамаш» (расшифровывается как «Светлой памяти Марии Александровны Шакутиной»). Впоследствии Шакутин женился на модели Марии Сокиркиной, она также участвует в бизнесе мужа.

## Награды
- Юбилейная медаль «МПА СНГ. 25 лет» (13 октября 2017 года) — за заслуги в деле развития и укрепления парламентаризма, за вклад в развитие и совершенствование правовых основ функционирования Содружества Независимых Государств, укрепление международных связей и межпарламентского сотрудничества[60]